# 2016 en philosophie
Chronologie de la philosophie
- 2012
- 2013
- 2014
- 2015
- 2016
- 2017
- 2018
- 2019
- 2020

L’année 2016 a été marquée, en philosophie, par les événements suivants :

## Publications
- Penser l'islam de Michel Onfray.
- Amoris lætitia du pape François.

### Rééditions
- Descartes, Œuvres complètes, nouvelle édition sous la direction de Jean-Marie Beyssade et de Denis Kambouchner, TEL Gallimard, volumes parus:
  - I: Premiers écrits. Règles pour la direction de l'esprit, 2016.

## Décès
- 13 mars : Hilary Putnam (mort en 1926), philosophe et logicien américain.
- 26 juillet : Solomon Feferman (né en 1928), philosophe et mathématicien américain.

## Autre
- Transfert de la collection éditoriale « Critique de la politique » de Miguel Abensour aux éditions Klincksieck à Paris.